# ArtMoment
ArtMoment s.r.o. je český startup, který jako první v České republice odstartoval zážitkové malování. 
ArtMoment se stal zavedenou značkou s obratem dosahující 16,1 milionu korun a jejímiž akcemi prošlo jen v roce 2023 víc než 7,5 tisíce lidí.

## O projektu
Základem celého konceptu je přiblížit umění obyčejným lidem a milovníkům umění, kteří si možná nikdy ani nepřipustili, že by mohli sami tvořit. Jedná se o setkání, během kterých lidé malují, ale má to být jen součást příjemného večera či třeba odpoledne. Účastníci z akce odcházejí nejen se svým dílem, ale především právě se zážitkem.

### Historie
ArtMoment založili v roce 2020 během pandemie covidu tři studenti podnikohospodářské fakulty pražské VŠE – Polina Burková, Jaroslav Kevin Peterka a Egor Nefedov.
Projekt úspěšně prošel podnikatelským akcelerátorem VŠE  a Start Up akademií od CzechCrunch.

### Působení
Zážitkové večery se konají v designových prostorách či kavárnách a dalších zajímavých místech, například ve Spojce Karlín, v Česku vůbec první flexitariánské restauraci, v komplexu Gabriel Loci, vinárně WineList nebo v budově Spolku výtvarných umělců Mánes. 
ArtMoment působí ve čtyřech českých městech: v Praze, Brně, Ostravě, Plzni a celkem ve dvanácti podnicích.

## Klienti a spolupráce
Mezi firmy, které již zážitkové malování využily, patří nejen menší rodinné firmy, ale i nadnárodní společnosti typu Johnson & Johnson, Deloitte, Barclays, Coca-Cola, Raiffeisenbank, DHL a další.
ArtMoment zahájil několik zajímavých spoluprací, včetně malování na terase Aperol Spritz v Praze, benefičního večera pro organizaci OBRAZ a večera malování v rámci Prague Pride 2023.
V minulosti již spolupracovali například s Nikol Štíbrovou, Bé Hà Nguyen, Natálií Tolarovou, Andreou Havelkovou nebo Petrem Lexou. 

## Vize firmy
Zakladatelé chtějí s projektem expandovat do nových měst v Česku i na Slovensku a i do dalších zemí střední Evropy. ArtMoment se do budoucna chce stát první věcí, která se vám vybaví, když se řekne „zážitek“ nebo „teambuilding“.